# Библиотека Варшавского университета
Библиотека Варшавского университета была основана в 1816 году.
Её первым директором был лексикограф и лингвист Самуил Линде. Библиотека имеет право получать обязательный экземпляр.

## История

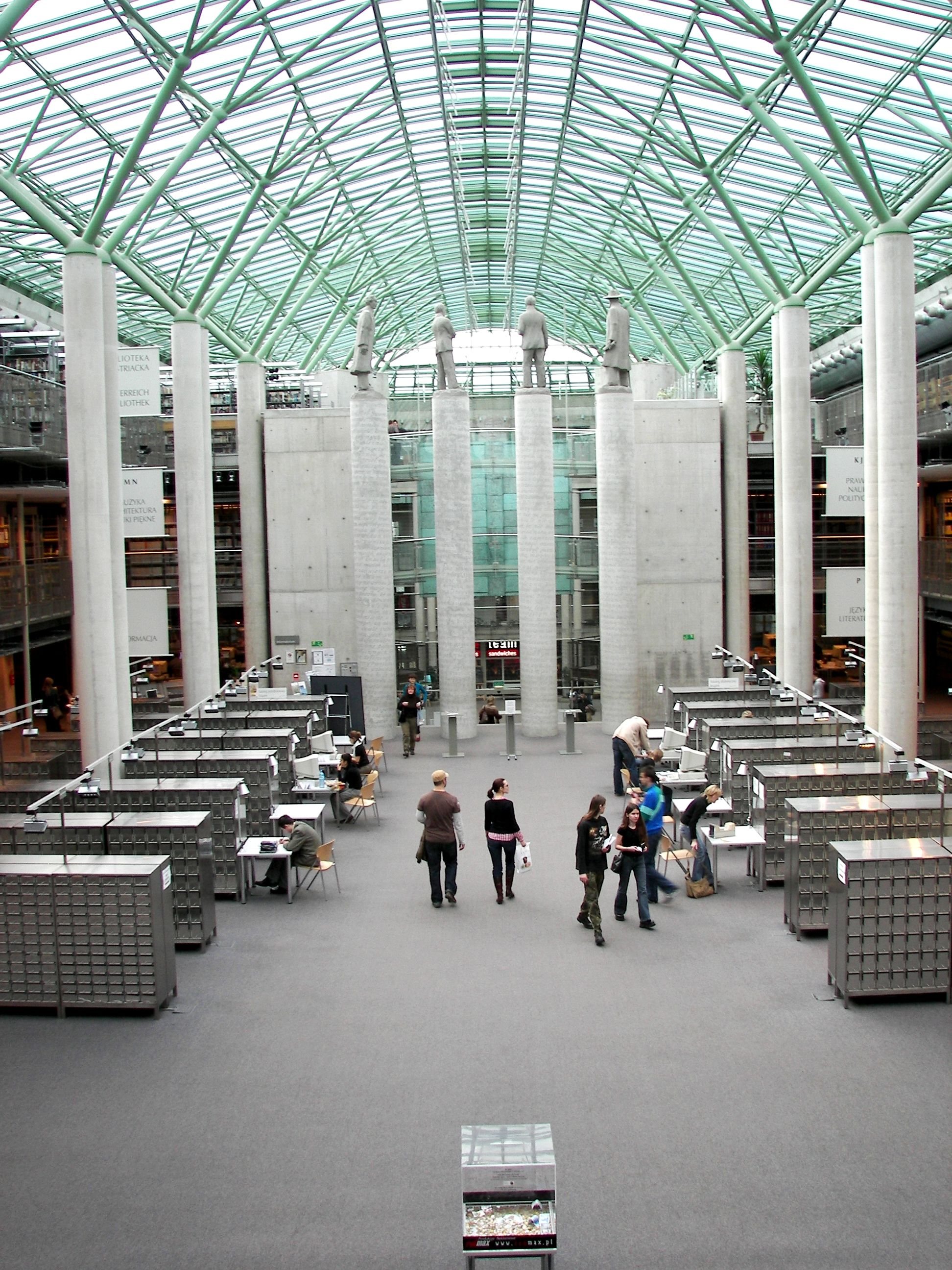
Входной зал c колоннадой философов

В начале XX века на территории университета вдоль улицы Краковское предместье было построено новое здание центральной библиотеки. Спустя сто лет оно морально устарело, и потребовалось новое помещение, отвечающее требованиям противопожарной безопасности.
Первоначально предполагалось использовать для размещения библиотеки бывшее здание Центрального комитета Польской объединённой рабочей партии, которое было национализировано после политических перемен 1989 года, однако выяснилось, что оно не соответствует по ряду технических параметров. Позже здание было сдано внаём варшавской бирже, а прибыль направлена на строительство новой библиотеки вблизи набережной Вислы.
В 2002 году по инициативе группы академических библиотек и Национальной библиотеки был создан центральный каталог польских научных библиотек NUKAT. Центр NUKAT является одним из филиалов Библиотеки Варшавского университета. В 2007 году Национальная библиотека вышла из участия в создании каталога.

## Здание возле Вислы

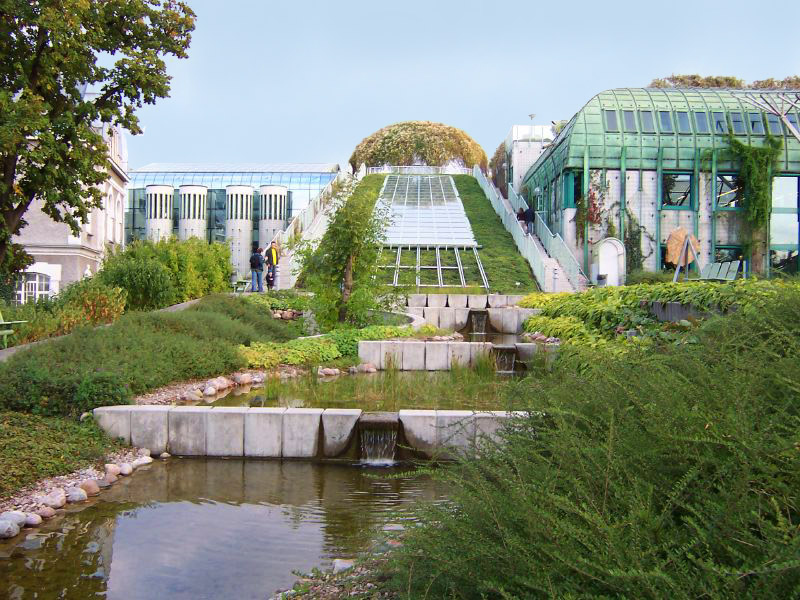
Ботанический сад на крыше

В 1993 году был объявлен конкурс на её проект. Первую премию получили архитекторы Марек Будзинский и Збигнев Бадовский. Строительные работы начались в 1995 году и продлились четыре года.

Здание сдано в эксплуатацию 15 декабря 1999 года. Библиотека состоит из главного корпуса высотой 4 этажа и низкого фронтонного корпуса, соединённых пассажем со стеклянной крышей. На крыше главного корпуса устроен ботанический сад площадью в 1,5 га.

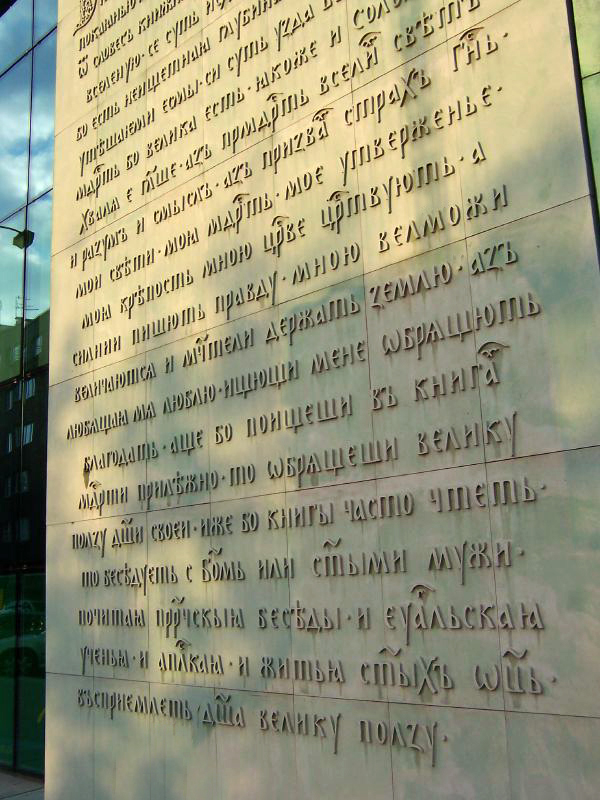
Текст на древнерусском языке из Повести временных лет

### Архитектура
Вблизи главного входа находится так называемая «Колоннада философов». На четырёх высоких постаментах установлены статуи польских философов XX века: Казимира Твардовского, Яна Лукасевича, Альфреда Тарского и Станислава Лесневского.
Объём зданий составляет 260 000 м³, полезная площадь 64 000 м².
На западном фасаде находятся восемь плит с символическими надписями:
- Ноты фрагмента Этюда Си-бемоль минор Кароля Шимановского
- Математические формулы нормального распределения, числа Пи, структуры нуклеиновой кислоты и Уравнения Максвелла
- текст на санскрите с фрагментами Ригведы, Упанишад и Бхагавад-гиты
- текст на иврите из Книги пророка Иезекииля 3, 1-3,
- текст на арабском языке из «Книги Животных» Аль-Джахиза
- текст на греческом языке из диалога Платона «Федр»
- текст на древнерусском языке из Повести временных лет
- текст на древнепольском языке «Изложение добродетели» Яна Кохановского.